# 城堡山 (格拉茲)
城堡山（德文：Schloßberg）是位於奧地利格拉茲的一處被森林覆蓋的山丘。城堡山現在是一座公園，在這裡可俯瞰全市的景色。山上有一些娛樂設施，咖啡廳和餐廳，由格拉茲市政府的企業運營。

## 外部連結
- 维基共享资源上的相關多媒體資源：Grazer Schloßberg
- Schloßberg page on Graz Tourism web site （页面存档备份，存于）
- Schloßberg page on Holding Graz web site （页面存档备份，存于）

47°04′34″N 15°26′14″E / 47.07611°N 15.43722°E